# Galato de dodecilo
El Galato de dodecilo (denominado también como galato de laurilo) es un éster dodecílico del ácido gálico. Al igual que otros ésteres del ácido gálico se emplea en la industria alimentaria como un antioxidante y conservante con el objeto de mejorar la vida útil de ciertos alimentos de contenido graso (generalmente en la prevención del enranciamiento). Se suele codificar en las etiquetas de información como E 312.

## Propiedades
El galato de dodecilo se sintetiza a partir del alcohol laúrico y del ácido gálico. Este último se obtiene a partir de los taninos de ciertas plantas. Se presenta en formato de polvo blanco, ligeramente amarillo, que puede degradarse fácilmente en alcohol laúrico y ácido gálico. A mayor peso molecular de los ésteres del galatos son más solubles en grasas y disminuye su solubilidad en agua. Por lo tanto este galato de dodecilo es el más soluble en lípidos dentro de la familia de antioxidantes. Presenta alguna propiedad antimicrobiana contra el Clostridium botulinum y los hongos.

## Usos
Se emplea principalmente como antioxidante y conservante en la industria alimentaria, generalmente como aditivo capaz de retrasar la aparición de sabores rancios en ciertos alimentos grasos. Se menciona su uso en la preparación de ciertos productos de repostería. Se suele emplear en la industria de cosméticos y farmacéutica (en medicamentos de uso tópico) con la misma intención de preservar aromas y evitar el enranciamiento en los mismos.

## Salud
Este conservante/Antioxidante es permitido en la legislación alimentaria europea, siendo su cantidad diaria admisible de 0.3 gramos por kilogramos. Este galato es degradado en el intestino humano durante la digestión llegando a producir alcohol laúrico y ácido gálico. El ácido laurico puede causar eczemas, problemas estomacales diversos e hiperactividad en algunas personas.